# Apt (Vaucluse)
Apt település Franciaországban, Vaucluse megyében. Lakosainak száma 10 297 fő (2022. január 1.). Apt Saignon, Bonnieux, Buoux, Caseneuve, Gargas, Rustrel, Saint-Saturnin-lès-Apt és Villars községekkel határos.

## Népesség
A település népességének változása:
| Lakosok száma | 12 325 | 11 846 | 12 093 | 11 425 | 11 011 | 11 037 | 10 889 | 10 536 | 10 297 |
|               | 2013   | 2015   | 2016   | 2017   | 2018   | 2019   | 2020   | 2021   | 2022   |